# Potamocypris illinoisensis
Potamocypris illinoisensis är en kräftdjursart som beskrevs av Clarence Clayton Hoff 1943. Potamocypris illinoisensis ingår i släktet Potamocypris och familjen Cyprididae. Inga underarter finns listade i Catalogue of Life.